# Гёрли, Джеймс
Джеймс Гёрли (англ. James Gurley, 22 декабря 1939 — 20 декабря 2009) — американский рок-музыкант, наибольшую известность получивший как гитарист группы Big Brother and the Holding Company, в 1966—1968 годах выступавшей с Дженис Джоплин и сыгравшей заметную роль в становлении и развитии сан-францисской психоделической сцены. Гёрли, не взявший за всю жизнь ни одного урока игры на гитаре и использовавший, как он сам говорил, «эмоциональный подход» к музыкальному искусству, приобрёл репутацию «отца психоделической гитары».
После распада группы Гёрли на некоторое время отошёл от активной музыкальной деятельности, затем в 1981 году образовал нововолновую группу Red Robin and The Worms, где на ударных играл его сын. Позже он сотрудничал с барабанщиком Стивом «Муругой» и реформированными Big Brother, записывался соло. Джеймс Гёрли скончался 20 декабря 2009 года у себя дома в Палм-Дезерт, Калифорния, за два дня до своего семидесятилетия.